# Victor Lallemand
Victor Lallemand, född 1880, död 1965, var en belgisk entomolog som namngav ett dussintal släkten och arter tillhörande spottstritar och Machaerotidae.
Auktorsnamnet Lallemand kan användas för Victor Lallemand i samband med ett vetenskapligt namn inom zoologin; se Wikipedia-artiklar som länkar till auktorsnamnet.